# Goulds juweelkolibrie
De Goulds juweelkolibrie (Heliodoxa aurescens) is een vogel uit de familie Trochilidae (kolibries).

## Verspreiding en leefgebied
Deze soort komt voor in westelijk en centraal Amazonebekken van oostelijk Colombia tot noordelijk Bolivia, zuidelijk Venezuela en westelijk Brazilië.